# رانکیریاگولا
رانکیریاگولا (به لاتین: Rankiriyagolla) یک منطقهٔ مسکونی در سری‌لانکا است که در استان مرکزی (سری‌لانکا) واقع شده‌است.